# Reichssendung

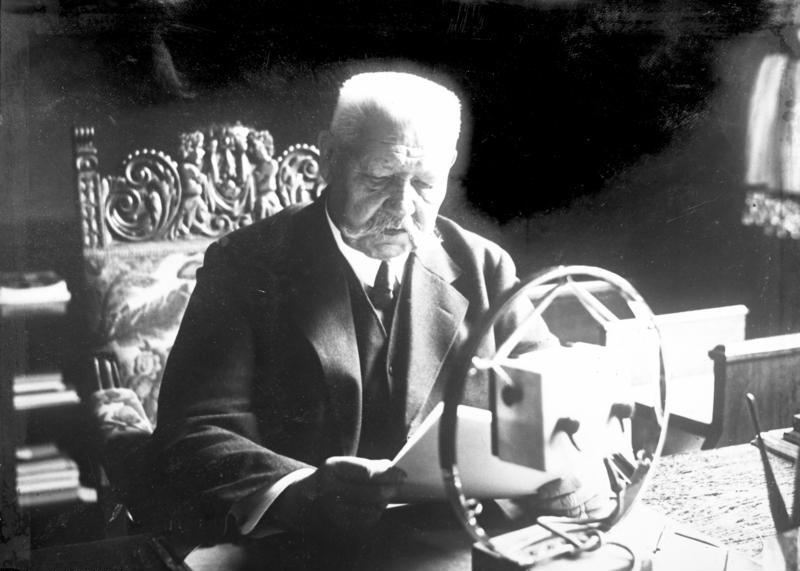
Reichspräsident Hindenburg spricht im März 1932 in einer halbstündigen Reichssendung zu 4 Millionen Hörern im gesamten Deutschen Reich.

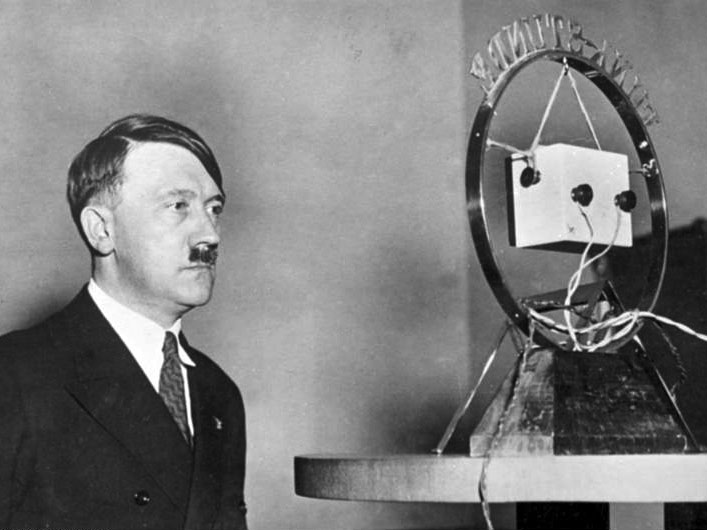
Ein Jahr später, am 1. Februar 1933, ist kurz nach seiner Machtergreifung Reichskanzler Adolf Hitler Protagonist einer Reichssendung.

Die Reichssendung war eine Hörfunksendung, die von 1930 bis 1945 über alle Hörfunksender in Deutschland ausgestrahlt wurde. Sie war ein Sprachrohr, mit dem sich die Regierung über den Rundfunk an die Bevölkerung wandte und damit das erste Instrument klarer Einmischung der Politik ins Radioprogramm.
Die ersten Übertragungen dieser Art liefen ab ca. 1930 (Weimarer Republik) meist halbstündlich zwischen 19.30 und 20.00 Uhr. Im Deutschen Reich unter dem Nationalsozialismus war der Rundfunk komplett gleichgeschaltet, und die Reichssendungen waren, mit wechselnden Sendeplätzen, nur einer von vielen Rundfunkpropagandakanälen für das Regime. Den Reichssendungen gemeinsam war die Zusammenschaltung aller Sender im Reich. Die Technik dafür erprobte man ab 1926 über Fernsprechleitungen, später über ein rundfunkeigenes Kabelsystem.

## Inhalte der Reichssendung
Die Inhalte der Reichssendungen waren nicht immer politisch. Oft behandelten sie auch „große Themen der deutschen Kultur“, etwa Goethes Faust, die Bayreuther Festspiele, Bachkantaten aus der Leipziger Thomaskirche. In Reichssendungen sprach Reichspräsident Paul von Hindenburg zur Bevölkerung, zum Beispiel 1932 anlässlich seines 85. Geburtstags und seiner erneuten Kandidatur.
Das Rundfunk Jahrbuch 1933 beginnt einen Artikel über die Technik hinter den Reichssendungen mit den Worten:

„‚Achtung, Achtung! Hier sind alle deutschen Sender! Meine Damen und Herren. Sie hören jetzt eine Reichssendung‘, so tönt es im Senderaum der Berliner Funk-Stunde, und zur selben Sekunde strahlen diese Worte über alle deutschen Haupt- und Nebensender hinaus in den Äther. Dann sitzen erwartungsfrohe Menschen in Ost und West, in den Bergen und an der Wasserkante und hören es klingen in den Kopfhörern und Lautsprechern. ‚Reichssendung‘, das muß was ganz besonders Wichtiges und Wertvolles sein! Selbst der anspruchsvolle Hörer mit einem teueren Fernempfänger läßt sich so etwas nicht entgehen und lauscht andächtig auf das, was kommen soll.“

Von 1925 bis 1931 strahlte die Deutsche Stunde in Bayern zwischen 20.15 und 20.45 Uhr völkisch geprägte Vorträge des Geografieprofessors Karl Haushofer unter dem Titel „Der weltpolitische Monatsbericht“ aus. Die Sendereihe wurde wegen ihres Rechtsradikalismus aus dem Programm genommen. Nach der Machtergreifung kamen die Nationalsozialisten auf Haushofer zurück und sendeten ab Juni 1933 seinen „weltpolitischen Monatsbericht“ auf dem privilegierten, eben deutschlandweiten Sendeplatz, als Reichssendung.

## Zahlen und Technik
1932 waren die Reichssendungen fester Bestandteil des Reichsrundfunks und wurden vom größten Teil der 4 Millionen angemeldeten Rundfunkteilnehmer gehört. Das Rundfunk Jahrbuch 1933 hält dazu folgende Zahlen bereit: An der reichsweiten Übertragung waren
- 10 Hauptsender
- 15 Nebensender
- 225 Verstärker
- auf 25.000 km Rundfunkkabelwegen beteiligt.

Zudem nutzte der Reichsrundfunk für die Zusammenschaltung aller Sender 40.000 km „gewöhnliche Fernsprechleitungen“, also das Telefonnetz. 450 Röhren waren im Einsatz, von der batteriebetriebenen 4-Volt-Röhre bis zur 320 Kilowatt-Senderöhre. Zum Gesamtpersonal des deutschen Rundfunks damals sind keine genauen Zahlen bekannt. Das Jahrbuch gibt an, dass 200 Mitarbeiter im ganzen Reich konkret mit der Übertragung der Reichssendungen befasst waren.
Bei der Übertragung der Rede von Hindenburg im März 1932 aus dem Reichspräsidentenpalais war das Funkhaus in der Berliner Wilhelmstraße die Leitstelle für die anderen Sender im Reich. Es gab ein großes Aufgebot von Presse. Unmittelbar vor der Schalte stellten die Techniker beim Prüfen der Übertragungswege fest, dass „ein dicker Ton auf der Leitung“ lag, also ein Brummen. Sie wechselten zweimal die Übertragungswege, der Brummton blieb. Schließlich kam ein Funktechniker auf die Idee, dass die Stromkabel für die Filmkameras streuen konnten. Das Jahrbuch schreibt:

„Jetzt heißt es: rasch handeln. Zange her, abgezwickt! Schnell neue Leitungen in größtmöglichstem Abstand von den dicken und dünnen Tonfilmschlangen am Fußboden gezogen. [...] Oh, wie gut war es doch, daß der Herr in Stuttgart [gemeint ist der Moderator] nicht früher zu Ende kommen konnte! Dieser Zeitgewinn hat uns vor einem Reinfall bewahrt. [...] Gerade tönt es aus dem Haus des Rundfunks herüber: alles in Ordnung! Da öffnet sich die Tür: der Herr Reichspräsident erscheint. Kein Laut ist mehr zu hören - und schon erklingt seine tiefe und klangvolle Stimme zu Millionen deutscher Volksgenossen.“

Bis zum Beginn des Zweiten Weltkriegs hatte sich die Zahl der Radiohörer in Deutschland im Vergleich zu 1932 verdreifacht, so dass den Hörfunksendungen eine zunehmende Bedeutung für die öffentliche Meinungsbildung zukam. Die Zahl der Radioempfänger, die im Jahr 1941 in Deutschland verfügbar waren, wird auf gut 16 Millionen geschätzt. Deshalb hielten die Machthaber den Rundfunk für „das allermodernste und allerwichtigste Massenbeeinflussungsinstrument, das es überhaupt gibt“.